# Вергара, София
Софи́я Маргари́та Верга́ра Верга́ра (исп. Sofía Margarita Vergara Vergara; род. 10 июля 1972, Барранкилья, Колумбия) — колумбийско-американская актриса, телевизионный продюсер, комик, ведущая и модель. Четырёхкратная лауреат премии Американской Гильдии киноактёров в категории «Лучший актёрский состав в комедийном сериале» и четырёхкратная номинантка на премию «Золотой глобус» и «Прайм-таймовую премию „Эмми“» в категориях «Лучшая актриса второго плана мини-сериала, телевизионного сериала или телевизионного фильма» и «Лучшая актриса второго плана в комедийном телесериале» соответственно за роль Глории Дельгадо-Притчетт в сериале «Американская семейка».
По версии Forbes, в 2018 и 2020 годах Вергара названа самой высокооплачиваемой телевизионной актрисой.

## Биография
София Вергара начала карьеру модели и обрела популярность в Южной Америке, снявшись в рекламном ролике «Пепси». Затем София работала телеведущей на испаноязычном телевизионном канале Univision в программах Fuera de serie и A que no te atreves.
В 2002 году София получила роль второго плана в кинокомедии «Большие неприятности» Барри Зонненфельда с участием Тима Аллена и Рене Руссо. За первым успехом в Голливуде последовали работы в фильмах «Улётный транспорт», «Короли Догтауна» и «Кровь за кровь».
На телевидении Вергара известна своими ролями второго плана в ситкомах «Элитное жильё» и «Рыцари процветания». С середины 2007 года Вергара снимается в сериале Amas de Casa Desesperadas, колумбийско-эквадорском варианте «Отчаянных домохозяек», и сериале «Грязные мокрые деньги». С 2009 года снимается в одной из главных ролей в ситкоме «Американская семейка».

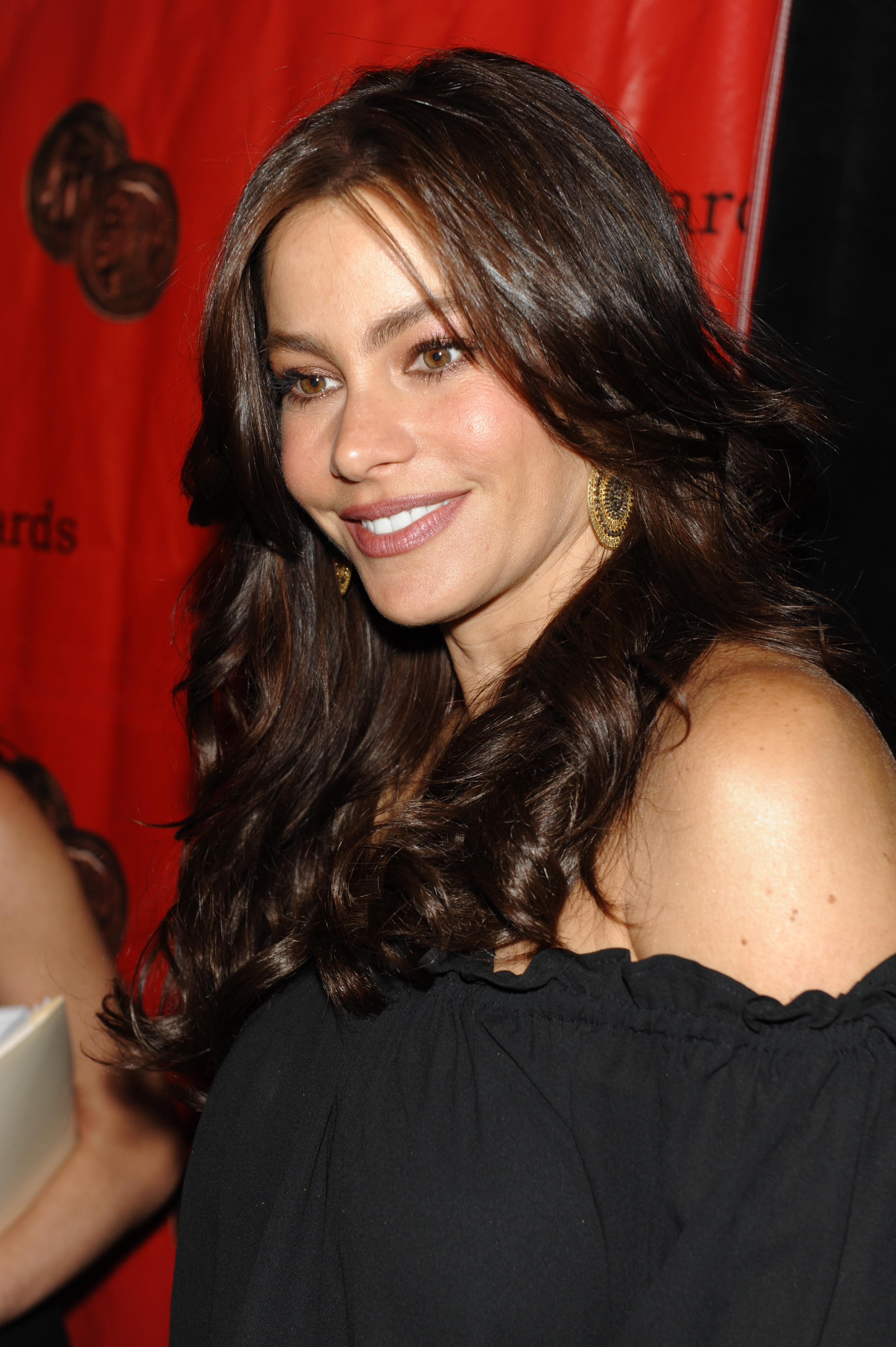
София Вергара на 69-й ежегодной премии Peabody Awards Waldorf, 2010 год

В 2004 году София Вергара занялась созданием собственной коллекции модной одежды, дав работу почти полутора тысячам своих соотечественников. За свою общественную работу в 2000 году она получила звание «Женщины года». В 2002 году София Вергара стала первой колумбийкой, получившей звание «Женщины надежды».
В июне 2013 году две восковые копии актрисы появились в Музее мадам Тюссо. В мае 2015 года получила собственную звезду на Голливудской «Аллее славы».
С 2012 года является самой высокооплачиваемой актрисой американского телевидения. В 2016 году она заработала 43 миллиона долларов. В 2020 году София повторила этот результат, заработав за 12 месяцев (по июнь 2020 года) 43 миллиона долларов и став самой высокооплачиваемой актрисой 2020 года по версии Forbes.
С 2020 года — в составе судей телешоу «America’s Got Talent».
В 2014 году Вергара получила американское гражданство.

### Личная жизнь
В 1991—1993 годах была замужем за Джо Гонсалесом. У бывших супругов есть сын — Маноло Гонсалес-Риполль Вергара (род. 1991).
10 июля 2012 года София сообщила о своей помолвке с Ником Лоебом.
С 22 ноября 2015 года замужем за актером Джо Манганьелло, с которым встречалась 17 месяцев до их свадьбы. В июле 2023 года пара объявила о расставании.

## Фильмография
| Год       |     | Русское название               | Оригинальное название               | Роль                                      |
| --------- | --- | ------------------------------ | ----------------------------------- | ----------------------------------------- |
| 1991      | с   |                                | Muchachitas                         | эпизод                                    |
| 1995      | с   | Акапулько, тело и душа         | Acapulco, cuerpo y alma             | Ирасема                                   |
| 1999      | с   | Спасатели Малибу               | Baywatch                            | не указана в титрах                       |
| 2002      | ф   | Большие неприятности           | Big Trouble                         | Нина                                      |
| 2002      | с   | Моя жена и дети                | My Wife and Kids                    | Сельма                                    |
| 2003      | ф   | В погоне за Папи               | Chasing Papi                        | Сиси                                      |
| 2004      | с   | Ив                             | Eve                                 | Эйприл Перес                              |
| 2004      | ф   | 24-й день                      | The 24th Day                        | Изабелла                                  |
| 2004      | ф   | Улётный транспорт              | Soul Plane                          | Бланка                                    |
| 2004      | с   |                                | El escándalo del mediodía           | имя персонажа неизвестно                  |
| 2004      | с   |                                | Rodney                              | Кармен                                    |
| 2005      | ф   | Короли Догтауна                | Lords of Dogtown                    | Амелия                                    |
| 2005      | ф   | Кровь за кровь                 | Four Brothers                       | Софи                                      |
| 2005      | с   | Элитное жильё                  | Hot Properties                      | Лола Эрнандес                             |
| 2006      | ф   | Жаренные                       | Grilled                             | Лоридонна                                 |
| 2007      | с   | Красавцы                       | Entourage                           | сельская девушка                          |
| 2007      | с   | Отчаянные домохозяйки          | Amas de casa desesperadas           | Алисия Овьедо, исполнительный продюсер    |
| 2007      | с   | Рыцари Процветания             | The Knights of Prosperity           | Эсперанса Вильялобос                      |
| 2007      | с   | Грязные мокрые деньги          | Dirty Sexy Money                    | София Монтойя                             |
| 2008      | с   | Огонь в крови                  | Fuego en la sangre                  | Леонора                                   |
| 2008      | ф   | Знакомство с Браунами          | Meet the Browns                     | Шерил                                     |
| 2008      | с   | Люди в деревьях                | Men in Tree                         | Пилар Ромеро                              |
| 2009      | ф   | Мэдея в тюрьме                 | Madea Goes to Jail                  | Ти Ти                                     |
| 2011      | с   | Шоу Кливленда                  | The Cleveland Show                  | сеньора Чалупа                            |
| 2011      | мф  | Смурфики                       | The Smurfs                          | Одиль                                     |
| 2011      | мф  | Делай ноги 2                   | Happy Feet Two                      | пингвин Кармен                            |
| 2011      | ф   | Старый Новый год               | New Year's Eve                      | Ава                                       |
| 2009—2020 | с   | Американская семейка           | Modern Family                       | Глория Дельгадо-Притчетт                  |
| 2012      | ф   | Три балбеса                    | The Three Stooges                   | Лидия                                     |
| 2013      | мф  | Побег с планеты Земля          | Escape from Planet Earth            | Габби Бабблбрук                           |
| 2013      | ф   | Под маской жиголо              | Fading Gigolo                       | Селима                                    |
| 2013      | ф   | Мачете убивает                 | Machete Kills                       | Мадам Дездемона                           |
| 2014      | с   | Женщины-убийцы                 | Killer Women                        | исполнительный продюсер                   |
| 2014      | ф   | Повар на колёсах               | Chef                                | Инес                                      |
| 2015      | ф   | Шальная карта                  | Wild Card                           | Ди Ди                                     |
| 2015      | ф   | Красотки в бегах               | Hot Pursuit                         | Даниэла Рива, исполнительный продюсер     |
| 2015      | док |                                | The Latin Explosion: A New America  |                                           |
| 2016      | с   | Настоящие домохозяйки Атланты  | The Real Housewives of Atlanta      | камео                                     |
| 2016      | мс  | Симпсоны                       | The Simpsons                        | мисс Беррера                              |
| 2016      | с   |                                | Keeping Up with the Powerpuff Girls | подруга Бабблс                            |
| 2017—2018 | мс  | Гриффины                       | Family Guy                          | испанка                                   |
| 2017      | ф   | Женский мозг                   | The Female Brain                    | Лиза                                      |
| 2017      | мф  | Эмоджи фильм                   | The Emoji Movie                     | Фламенга                                  |
| 2018      | ф   | Склонность                     | Bent                                | Ребекка                                   |
| 2018      | ф   | Аферисты поневоле              | The Con Is On                       | Вивьен                                    |
| 2019      | ф   | Стэно                          | Stano                               | Анхела Рамирес                            |
| 2019      | с   |                                | 365 Days of Love                    | исполнительный продюсер                   |
| 2021      | мф  | Коати. Легенда джунглей        | Koati                               | Зайна, исполнительный продюсер            |
| 2021      | с   | Марадона: Благословенная мечта | Maradona: Sueño bendito             | исполнительный продюсер                   |
| 2023      | ф   | Отвязные дворняги              | Strays                              | Долорес, диван                            |
| 2024      | с   | Грисельда                      | Griselda                            | Грисельда Бланко, исполнительный продюсер |
| 2024      | мф  | Гадкий я 4                     | Despicable Me 4                     | Валентина                                 |
|           | мс  |                                | Koati: Animated Series              | исполнительный продюсер                   |